# Cumulus castellanus
Cumulus castellanus (fra latin castellanus; slot) er en type cumulussky, der er karakteristisk, fordi det viser flere 'tårne' rejse sig fra dens top, hvilket indikerer voldsom lodret luftbevægelse. Cumulus castellanus-skyer er forbundet med dannelsen af tårnhøje cumulus-skyer, og tilsvarende kan de være en indikator for byger og tordenvejr. Den Meteorologiske Verdensorganisation og American Meteorological Society anerkender ikke cumulus castellanus som en særskilt art, men klassificerer i stedet alle tårnhøje cumulus skyer som Cumulus Congestus.
| Artikelstump | Spire Denne meteorologi eller vejr-relaterede artikel er en spire som bør udbygges. Du er velkommen til at hjælpe Wikipedia ved at udvide den. |